# Forschungsstelle für Zeitgeschichte in Hamburg
Die Forschungsstelle für Zeitgeschichte in Hamburg (FZH) ist seit 1997 eine Stiftung bürgerlichen Rechts in Trägerschaft der Freien und Hansestadt Hamburg und seit dem Jahre 2000 eine wissenschaftliche Einrichtung (An-Institut) der Universität Hamburg. Ihr Forschungsgebiet umfasst das 20. Jahrhundert mit Schwerpunkt der Geschichte Hamburgs und Norddeutschlands sowie der Zeit des Nationalsozialismus.

## Vorläufer
Bereits im August 1949 gründete der Senat eine Forschungsstelle für die Geschichte Hamburgs von 1933 bis 1945. Ihr Auftrag war es, Quellen und Archivalien aus der Zeit des Nationalsozialismus zu sichern und aufzuarbeiten. Hintergrund war der Skandal um eine Studie von Kurt Detlev Möller über den Hamburger Gauleiter Karl Kaufmann, in der ausschließlich dessen positiv zu wertende Rolle bei der kampflosen Übergabe der Stadt herausgestellt worden war und die zu heftigen Protesten in der Bürgerschaft und den Medien führte.

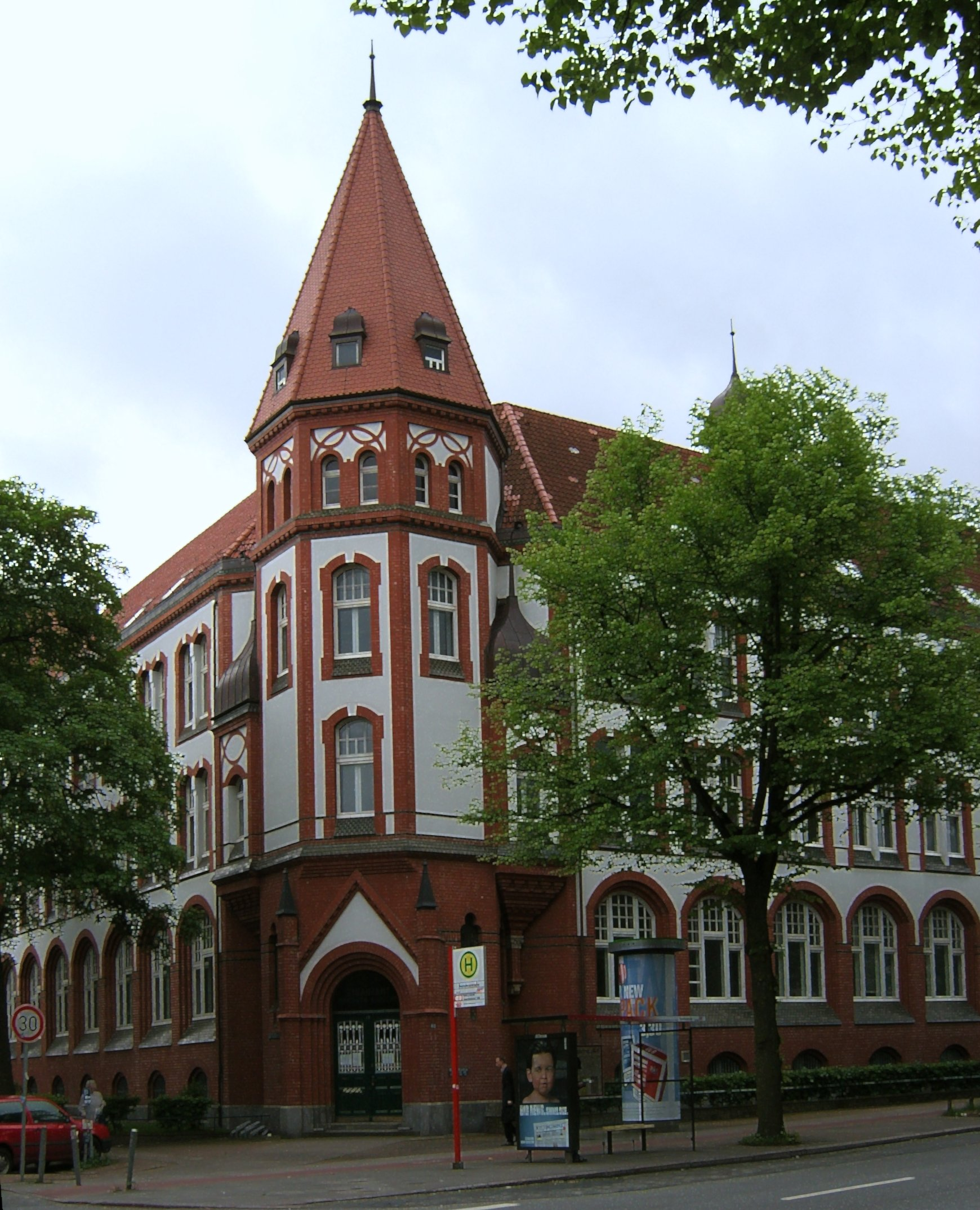
Sitz der FZH (vormals Finanzamt Schlump in Hamburg-Eimsbüttel)

Diese personell unzureichend ausgestattete Forschungsstelle brachte keine wesentlichen Veröffentlichungen hervor und konnte der entlastenden Geschichtsdeutung, nach der es auch während der Zeit des Nationalsozialismus im „stets liberalen Hamburg hanseatisch gemäßigt“ zugegangen sei, nichts entgegensetzen. Das Institut wurde 1956 geschlossen.
Erst als es in der Bundesrepublik im Winter 1959 zu einer auch international Aufsehen erregenden Reihe von „Hakenkreuz-Schmierereien“ gekommen war, wurde im April 1960 eine Forschungsstelle für die Geschichte des Nationalsozialismus in Hamburg neu eingerichtet. Die Konzeption vergrößerte den Zeitrahmen der Forschungsarbeit auf die Jahre 1918 bis 1948, um die politischen und sozialgeschichtlichen Gründe für den Aufstieg der Nationalsozialisten herausarbeiten zu können. Auch die antisemitischen Strömungen nach 1945 sollten analysiert werden.
Diese Forschungsstelle, die jedoch wiederum personell und finanziell unzureichend ausgestattet war, arbeitete unter ihrem Leiter Werner Jochmann weiter, der 1986 in den Ruhestand ging. Die Forschungsstelle hatte eine Reihe fachwissenschaftlich anerkannter Publikationen geliefert. Allerdings gab es darunter kaum öffentlichkeitswirksame Beiträge, speziell zum Dritten Reich und zum nationalsozialistischen Terror. Scharf angegriffen wurde die Forschungsstelle 1984 daher von der Grün-Alternativen Liste (GAL). Sie monierte „Arroganz und Untätigkeit“ der Forschungsstelle, die die „Legende vom liberalen, weltoffenen Hamburg“ nicht widerlegt habe; erst die „Laienforscherbewegung“ habe den „Mustergau Hamburg“ als einen schönfärberischen Mythos entlarvt. 1984 war nämlich in Hamburg das von der GAL mitfinanzierte Buch Heilen und Vernichten im „Mustergau Hamburg“ erschienen, das von seinerzeitigen Laienhistorikern verfasst worden war. In diesem Buch war nahezu erstmals in einer seriösen Publikation detailliert die Durchführung und Beteiligung Hamburger Politiker und Behörden an Unrechtsaktionen der Nationalsozialisten wie u. a. den Euthanasiemorden, der Verfolgung der Juden und der Misshandlung der aus Osteuropa stammenden Zwangsarbeitern offengelegt worden.
Nunmehr rückten die Zeit des Dritten Reiches, die Verfolgung und Vertreibung als Forschungsgegenstand stärker in den Vordergrund der Arbeit. Mit dem Projekt „Hamburger Lebensläufe – Werkstatt der Erinnerung“ wurde die „Oral History“ dokumentiert. Danach wechselten die Direktoren häufig. Nachfolger Jochmanns wurde 1988 Detlev Peukert, der aber schon zwei Jahre später starb. Ihm folgte der renommierte Wissenschaftler Ulrich Herbert, der 1995 der Forschungsstelle eine Professur in Freiburg vorzog.

## Erweiterung des Forschungsauftrags
Im Jahre 1997 wurde das Institut umbenannt, zu einer Stiftung bürgerlichen Rechts umgewandelt und drei Jahre später der Universität angegliedert. Die neue programmatische Bezeichnung Forschungsstelle für Zeitgeschichte in Hamburg (FZH) weist auf die Erweiterung des Forschungsauftrags über die vorher gesetzten zeitlichen Grenzen hin. Gründungsdirektor war Arnold Sywottek, der 2000 starb. Ihm folgte der Hamburger Historiker Axel Schildt, der nach Ablauf des Sommersemesters 2017 emeritiert wurde. Seine Nachfolge trat im August 2020 Thomas Großbölting an.
Als ihre Forschungsschwerpunkte nennt die Forschungsstelle für Zeitgeschichte in Hamburg:
- Hamburg im „Dritten Reich“
- Hamburgische Eliten im 20. Jahrhundert
- Herrschaft, Not und Verfolgung von 1923 bis zum Wiederaufbau nach dem Kriege
- Öffentlichkeit und populäre Kulturen

Zum Beispiel „Konsum, Medien und Politik in der Jugendkultur der 1960er Jahre“
- Außenbezüge und globale Netzwerke

Zum Beispiel „Kolonialwarenhandel in Hamburg im Wandel des 20. Jhdts.“

## Bibliothek
2007 erfolgte der Umzug des Instituts in ein umgenutztes Gebäude in der Bundesstraße/Beim Schlump 83, das auch das Institut für die Geschichte der deutschen Juden aufgenommen hat.
Die Präsenzbibliothek des Instituts umfasst etwa 100.000 Werke und ist im Campus-Katalog der Universität Hamburg verzeichnet. Die Benutzung ist kostenlos.

## Archiv
Das Archiv verfügt über umfangreiche Sammlungen von Originalschriftgut, Presseausschnitten und Flugblättern von 800 laufenden Regalmetern. Zahlreiche politische, soziale und kulturelle Organisationen (z. B. DGB und SPD) haben ihre Archivbestände übergeben. So lagert hier u. a. der Bestand der ehemaligen Beate Uhse AG aus Flensburg (bis 2005), der auch den privaten Teilnachlass von Beate Uhse umfasst. Die Nachlässe von Günter Amendt, Theodor Bergmann, Walther von Hollander und Esther Bejarano werden betreut.
Aufgrund von erschöpfenden Magazinkapazitäten gab es einen Aufnahmestopp und Doppelüberlieferungen wurden aussortiert, Zeitungen und Zeitschriften anderen Bibliotheken angeboten. Eine neue Archivtektonik soll hier Abhilfe schaffen.